# Chrysochloris visagiei
Chrysochloris visagiei är en däggdjursart som beskrevs av Robert Broom 1950. Chrysochloris visagiei ingår i släktet Chrysochloris och familjen guldmullvadar. IUCN kategoriserar arten globalt som otillräckligt studerad. Inga underarter finns listade i Catalogue of Life.
Arten är bara känd från en enda individ som hittades i ett jordbruksområde i västra Sydafrika. Senare expeditioner hittade inga guldmullvadar där. Kanske blev fyndplatsen fel beskriven eller individen flyttades ditt under en översvämning.